# Vespericola eritrichius
Vespericola eritrichius är en snäckart som först beskrevs av S. S. Berry 1939.  Vespericola eritrichius ingår i släktet Vespericola och familjen Polygyridae. Inga underarter finns listade i Catalogue of Life.